# Pierre de Chastonay
Pour les articles homonymes, voir de Chastonay.
Pierre de Chastonay, né le 20 juin 1931 à Sierre (originaire du même endroit) est un avocat et homme politique valaisan.

## Biographie
Pierre Victor de Chastonay est le fils de Joseph, ancien Conseiller d'État et de Marcelle née de Wolff. Il effectue sa scolarité aux collèges de Porrentruy et de Saint-Maurice, et obtient sa maturité en 1952. Il étudie ensuite à l'Université de Genève et achève une licence en droit, puis effectue un stage au Centre européen universitaire de Nancy en 1960. Il revient ensuite à Sierre et s'établit comme avocat-notaire.
Il épouse en 1961 la tessinoise Maria Pia Valenti (fille d'Egidio, commissaire de police), avec qui il a une fille, Francesca.

## Parcours politique
Suivant la tradition familiale, il s'engage dans le parti conservateur, devenu le parti démocrate-chrétien. Il rejoint l'exécutif de la ville de Sierre en 1965 à 27 ans. Sept ans plus tard, en 1971, il remplace Maurice Salzmann à la présidence de la commune, qui fusionne peu après avec Granges et devient ainsi la deuxième ville du canton.
En parallèle, il se présente et est élu au Grand Conseil en 1969. Il y siège jusqu'en 1977.
En 1975, il est élu au Conseil national (comme son grand-père Victor) et y reste pour trois législatures, jusqu'en 1987. Il s'implique sur les questions de politique économique et financière, notamment la péréquation intercantonale et le soutien aux régions périphériques. Il s'intéresse aussi à la politique des transports, dont les aménagements routiers, et préside l'association Pro Rawyl,.